# Benedikt Randhartinger
Benedikt Randhartinger (Ruprechtahofen, Baixa Àustria, 27 de juliol de 1802 - Viena, 22 de desembre de 1893) fou un compositor austríac.
Condeixeble de Schubert i Salieri, treballà simultàniament en música i en dret, i fou durant deu anys secretari del comte Széchenyi. El 1832 ingressà com a tenor en la capella de la cort de Viena, passà a ser el seu sotsdirector el 1844 i el seu primer mestre, com a successor d'Assmayer, el 1862. Es jubilà el 1866 sent substituït per Herbeck.
Va compondre un gran nombre d'obres de música vocal i instrumental; una òpera, König Enzio; 20 misses, 60 motets, diversos centenars de cançons i cors, simfonies, quartets, etc. Moltes foren enregistrades, el mateix que una col·lecció de cants grecs i una litúrgia grega.